# Puigmal d'Err
Le Puigmal d'Err ou simplement Puigmal (prononcé Poutchmal) est un sommet des Pyrénées culminant à 2 910 m. Il est situé à la frontière franco-espagnole, sur la commune d'Err dans les Pyrénées-Orientales, et celle de Queralbs dans la province de Gérone.
Il est le point culminant du massif du Puigmal et le deuxième sommet des Pyrénées-Orientales après le pic Carlit.
Il donne son nom à la station de ski Err-Puigmal, située sur son flanc nord.

## Toponymie
Les groupes -uix- et -uig- issus du catalan se prononcent comme « outch ».
Le mot « Puigmal » est constitué du mot catalan Puig signifiant « sommet » (terme issu du latin podium qui a également donné l'ancien français puy et l'occitan puech). La seconde partie du mot provient peut-être d'une racine prélatine *mal signifiant également « montagne » ou  « tas de pierre », mais plus probablement de mala « mal, mauvais »[réf. nécessaire]. L'accent tonique portant sur le premier a, le second a s'est amuï. Mal est encore usité dans les Pyrénées au sens de « mauvais », on le retrouve également sur d'autres lieux (pacages, sources, sommets, pentes, etc.),, d'où le sens global de « mauvais sommet », en référence à la nature du sol constitué de schistes gréseux du Cambrien, peu propices au pacage.

### Géologie

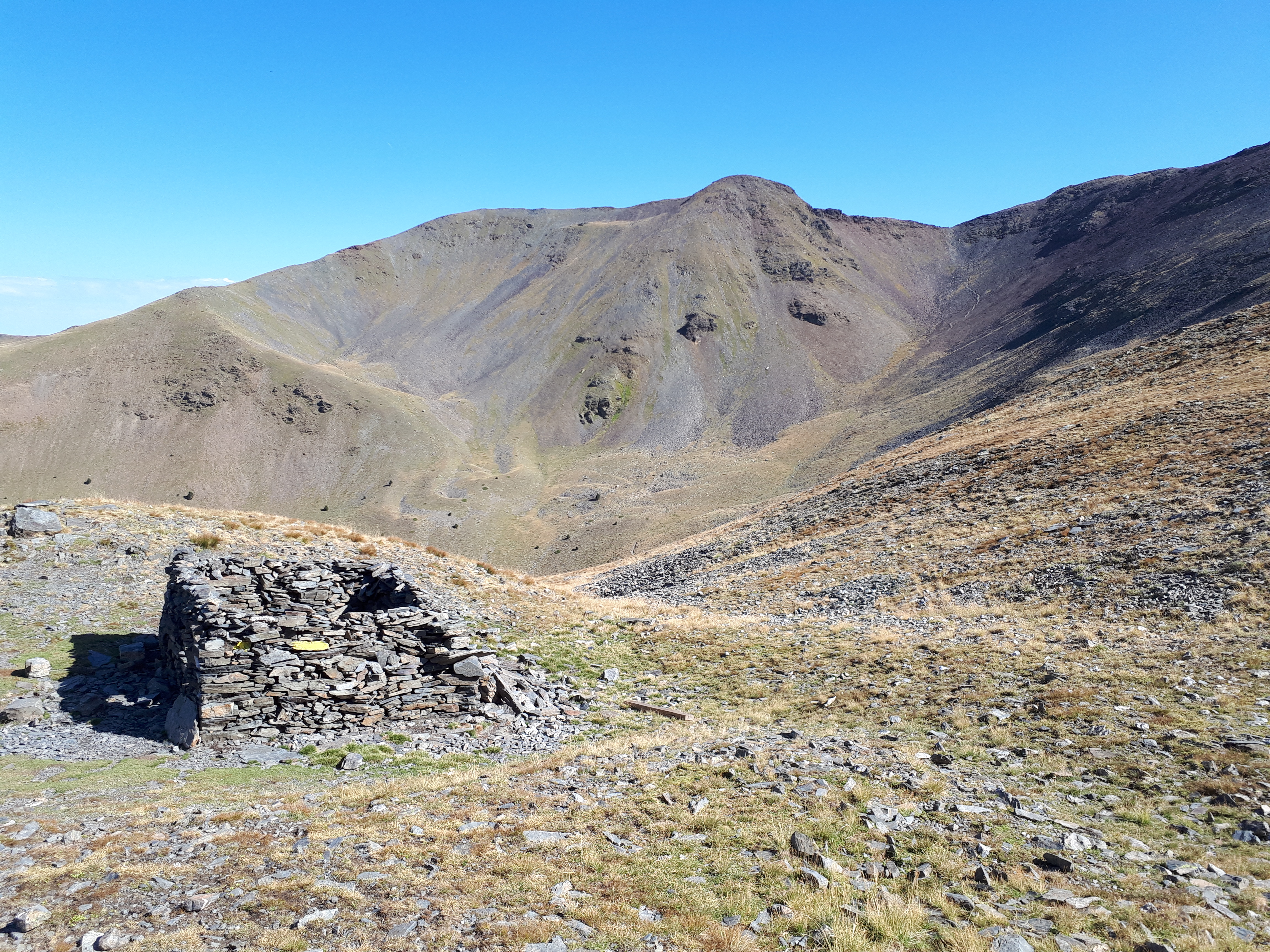
Une cabane en pierre située à un kilomètre à l'ouest du Puigmal d'Err, à côté du sentier menant au sommet. Elle a été construite avec du schiste vieux d'environ 550 millions d'années,. En face : Puigmal Petit de Segre (2801 m). Les roches escarpées en dessous de ce sommet sont des affleurements de filons de paléovolcanites, des roches hypovolcaniques acides qui ont été intrudées pendant l'orogenèse hercynienne (vers 300 Ma).

## Activités

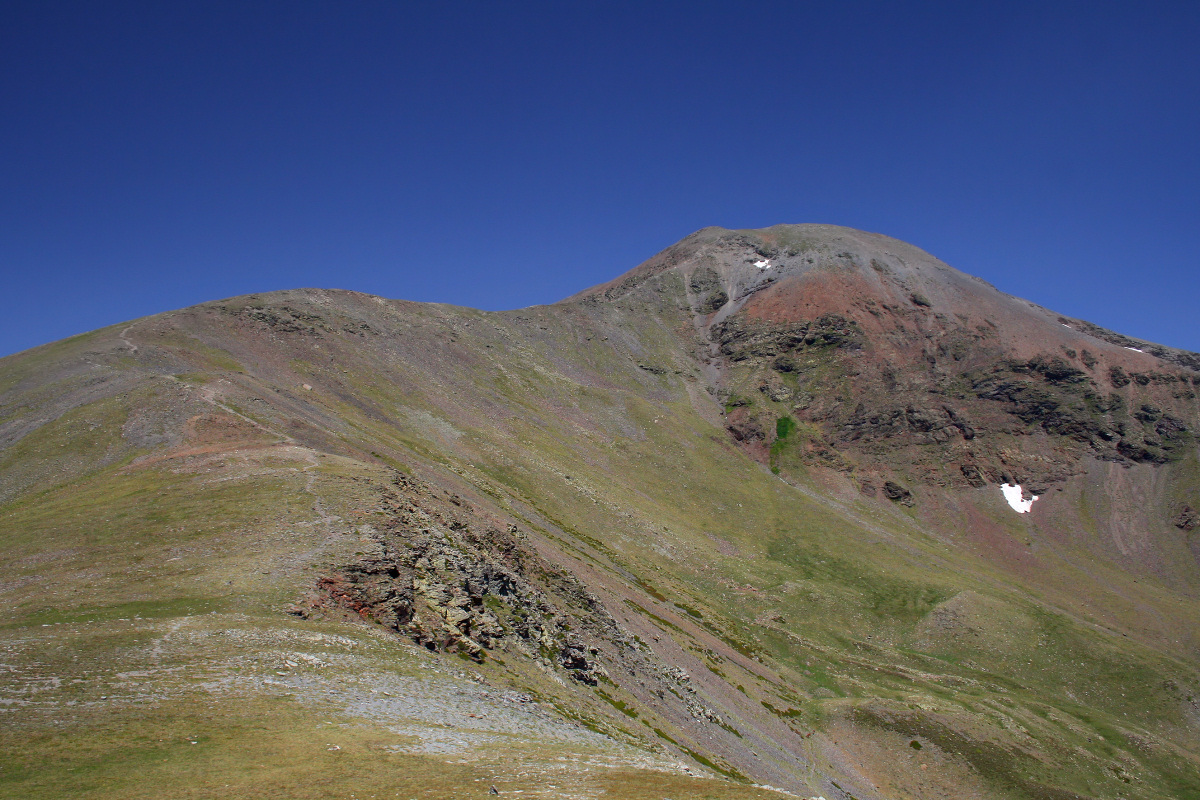
Sommet du Puigmal.

En randonnée, c'est un sommet facilement accessible. Moyennement intéressant du point de vue de la marche et de l'environnement (il s'agit de suivre une longue crête désertique et parsemée d'éboulis), ce parcours offre tout de même de beaux points de vue sur la vallée de Saillagouse et sur la vallée de Nuria.
La station de ski Err-Puigmal possède la plus haute altitude des stations des Pyrénées françaises (à la Tossa del Pas dels Lladres à 2 662 m d'altitude). En 2014, avec une dette de cinq millions d'euros, le syndicat gestionnaire de la station a été dissous par le préfet, provoquant ainsi la fermeture de ladite station. À la suite d'un appel d'offres de la mairie d'Err, le domaine du Puigmal rouvre ses pistes de skis le 18 décembre 2021 grâce à un groupe de passionnés avec un projet d'activités quatre saisons.